# Dumeștii Vechi
Dumeștii Vechi – wieś w Rumunii, w okręgu Vaslui, w gminie Dumești. W 2011 roku liczyła 434 mieszkańców.